# Sobieska Wola Pierwsza
Sobieska Wola Pierwsza – wieś w Polsce położona w województwie lubelskim, w powiecie lubelskim, w gminie Krzczonów. 
Wieś stanowi sołectwo gminy Krzczonów. Według Narodowego Spisu Powszechnego z roku 2011 wieś liczyła 555 mieszkańców. W latach 1975–1998 miejscowość administracyjnie należała do ówczesnego województwa lubelskiego. Częścią wsi jest przysiółek Kolnia Zakrzyże, położona na drodze w kierunku Krzczonowa Trzeciego.
Położona jest na Wyniosłości Giełczewskiej, 35 km na południowy wschód od Lublina w Krzczonowskim Parku Krajobrazowym.
Wieś leży w górnym biegu rzeki Giełczew.
Sobieska Wola Druga jak i Sobieska Wola Pierwsza wywodzą się z gromady Sobieska Wola (gromada), której podział na dwie części został dokonany 1 stycznia 1970 r. Obie wsie dzielą ze sobą wspólną historię, a istniejący podział jest głównie administracyjny.
Miejscowość Sobieska Wola była gniazdem domu Sobieskich herbu Janina, którzy pochodzili z Sobieszyna (stąd ich nazwisko) i od nich nazwę wzięła Wola Sobieska.
Sobieska Wola (wówczas Wola Sobieska) w latach 1668–1673 stała się oficjalną nazwą dóbr i wsi.
Znajduje się tam zespół dworsko-parkowy. Rezydował w nim sam król Polski, Jan III Sobieski. Przebywał tam nieopodal Marysieńki.
Sebastian Sobieski (syn Stanisława, a wnuk Mikołaja z Sobieszyna),
żeniąc się z Barbarą Giełczewską stał się pierwszym z Sobieskich dziedzicem miejscowości z czasem nazwanej Wolą Giełczewską, a następnie Wolą Sobieskich (Sobieską), którą władali kolejno jak wynika z genealogii tego rodu, Jan Sobieski senior i jego syn Marek – senator, chorąży nadworny koronny, kasztelan i wojewoda lubelski – dziadek przyszłego króla Jana Sobieskiego.
Stary, drewniany dwór należący do Sobieskich, będący następnie w prywatnych rękach został w 1939 roku rozebrany, ze względu na zły stan techniczny, a murowaną przy nim stojącą część poddano gruntownemu remontowi. Do II wojny światowej istniał dwór z pełnym wyposażeniem budynków gospodarczych usytuowanych na południowy zachód od dworu. We wschodniej części stał młyn na usypanej grobli. W niewielkiej odległości od dworu za parkiem były czworaki dworskie, w których mieszkała służba. Dojazd do dworu był od strony północnej, drogą prowadzącą przez wieś i osadę młyńską wzdłuż stawów przy rzece Giełczwi obok ściany parku w alei starych, do dziś rosnących lip z dawnych czasów. Po II wojnie światowej na podstawie dekretu o reformie rolnej PKWN z 1944 roku cały kompleks dworski, jak i ziemia przylegająca do niego została zabrana i znacjonalizowana. Kolejne lata stanowią okres dewastacji i sukcesywnego popadania w ruinę. Budynek w tym czasie nie był remontowany i służył jako ośrodek zdrowia, poczta, biblioteka oraz sklep.
W roku 2003 dwór został sprzedany, nowy właściciel odnowił cały obiekt.
Wieś jest siedzibą rzymskokatolickiej parafii św. Stanisława w Sobieskiej Woli.

## Historia
W 1461 roku Wola Gyelczewska, Gielczwiczka, a od roku 1462 Gielczewicka, Gielczowiczka i Giełczewska. Graniczyła wówczas, jak mówią dokumenty sądowe, z polami Żółkiewki i była własnością dziedzica o nazwisku Kaszowski.
W 1465 roku należała już do Stanisława i Jana Pełków, i nazywała się Wola Wyszmuntowska. W 1496 roku dziedzicem wsi był Stanisław i jego żona Katarzyna, córka Piotra Pszonki, ówczesnego podsędka lubelskiego.
Była to duża wieś i miała początkowo równocześnie kilku właścicieli, z których każdy mógł inaczej nazywać swoją część. W 1529 roku zapisano ją jako Gielcziczka Vola i Wola Domini – własność Sobyenski, Sobyeuski, czyli Sobieskich. Z dokumentu wynika, że płacili oni dziesięcinę z folwarku co drugi rok; 2'A grzywny plebanowi w Krzczonowie, dziesięcinę pieniężną biskupowi w wysokości jednej grzywny i czterdziestu pięciu i pół grosza.
Sebastian Sobieski (syn Stanisława, a wnuk Mikołaja z Sobieszyna), przez ożenek z Barbarą Giełczewską stał się pierwszym z Sobieskich dziedzicem Woli Giełczewskiej, późniejszej Woli Sobieskiej.
Po Sebastianie była ona, jak wynika z genealogii tego rodu, kolejno w rękach Jana Sobieskiego (seniora) potem jego syna, Marka Sobieskiego, senatora, chorążego nadwornego koronnego, kasztelana i wojewody lubelskiego, a zarazem dziadka przyszłego króla Polski, Jana III Sobieskiego. W 1547 roku Marek Sobieski będąc już w posiadaniu Woli Giełczewskiej, noszącej nazwę Sobieskiej, nabył lub otrzymał z posagiem żony, Katarzyny Tęczyńskiej, niedalekie stare Pilaszkowice i Wolę nazywano wtedy przez jakiś czas Pilaszkowską.
W Woli Sobiescy zbudowali na przełomie XVI i XVII wieku okazały dwór na niewysokiej skarpie i otoczyli go parkiem krajobrazowym z pięknym drzewostanem.
W latach 1668–1673 Wola Sobieska stała się oficjalną nazwą dóbr i wsi.
Obecny dwór w Woli Sobieskiej został wzniesiony dopiero w pierwszej połowie XIX wieku. Zamieszkała w nim Regina Stryjeńska i mieszkał tu stale w latach 1831–1845 również Piotr Stryjeński, głowa rodu z linii lubelskiej. Przez wiele lat dwór w Woli Sobieskiej promieniował wtedy kulturą na okolice.
Regina Stryjeńska potrafiła stworzyć w Woli Sobieskiej drugie gniazdo rodzinne dla swoich krewnych i skoligaconych, rozrzuconych po świecie, po sprzedaży rodowego majątku w Stryjnie. Po pewnym czasie, nie mogąc dać sobie rady z gospodarstwem, zaproponowała mężowi swojej siostrzenicy, Gniewskiemu, właścicielowi Przybysławic w Sandomierskiem, aby zajął się administracją jej majątku. W niedługim czasie tak jednak zadłużył on Wolę Sobieską, że ze sprzedaży majątku wystarczyło środków na zapłacenie jej dożywocia w Woli Gałęzowskiej, dokąd przenieśli się obydwoje z Piotrem.
Regina Stryjeńska zmarła tam w 1867 r., zaś pięć lat później, w 1872 roku, zmarł Piotr Stryjeński, który został pochowany na cmentarzu ewangelickim w Lublinie. W latach 1867 do 1886 roku właścicielem zespołu dworskiego w Woli był Konstanty Goniewski.
W 1883 roku majątek w Woli Sobieskiej posiadał 672 morgów: w tym gruntów ornych i ogrodów 457 morgów, łąk 27 morgów, pastwisk 98 morgów, stawów 8 morgów, lasu 51 morgów i nieużytków 31 morgów. Istniało tam wówczas 5 budynków murowanych i 14 drewnianych.
Po Konstantym Goniewskim, w końcowych latach XIX wieku, majątkiem zarządzał Władysław Lewiński, od którego Fabian (Bogdan) Rzewuski, syn Józefa nabył dobra wolińskie za sumę 41 000 rubli 24 czerwca 1896 roku (co zapisano do księgi hipotecznej 8 lutego 1901 roku). Od Fabiana Rzewuskiego w dniu 31 sierpnia 1900 nabył część dóbr w Woli Sobieskiej, za sumę 10 700 rubli Żyd Moszek Wulf Pelcsyja. Józefa Chaima, który 5 marca 1904 roku nabył jeszcze od tegoż Fabiana Rzewuskiego obszar 550-878 sążni kwadratowych, natomiast jednocześnie sprzedał część ziemi z tego majątku 13 lutego 1907 roku za sumę 1800 rubli niejakiej Katarzynie Basiak z domu Lis, córce Szczepana.
Moszek Wulf Pelc sprzedał znowu 878 sążni kwadratowych ziemi w dwu równych częściach Janowi Podgórskiemu, synowi Kazimierza, i jego żonie Mariannie, córce Franciszka: z domu Barszczewskiej, za sumę 650 rubli każda.
W 1903 roku powierzchnia po sprzedażach majątku w Woli wynosiła 409 morgów 211 prętów, a więc około 274 ha, a w 1909 roku było tu użytkowane 493 morgi 221 prętów, czyli 276 ha. Po wymienionym wyżej roku majątek w Woli znajdował się w rękach Faustyna Płacheckiego, jak zanotowano w dokumentach. W dniu 19 września, czyli 2 października 1911 roku kupił majątek o wielkości 493 morgi i 221 prętów w Woli Tomasz Watson, syn Tomasza. W 1912 roku gruntownie wyremontowano świeżo nabyty dwór i obiekty gospodarcze w folwarku. W 1927 roku dobra w Woli Sobieskiej otrzymała w spadku po Watsonach Janina Watson, od 1931 roku Stachowiczowa, która gospodarzyła tutaj do lata 1944 roku. W okresie międzywojennym prowadzono tu hodowlę zarodową koni czystej krwi arabskiej i hodowlę ryb.
W latach trzydziestych rozparcelowano 234 morgi i 46 pręty ziemi. W 1939 roku rozebrano stary, drewniany dwór, ze względu na zły stan techniczny, a murowaną przy nim stojącą część poddano gruntownemu remontowi. W Woli Sobieskiej w latach 1942/43 inwentarz wykazywał 128 ha, w tym: 108 ha pola, 4 ha łąk, 6 ha ogrodów, podwórza, drogi i nieużytki 2,53 ha. Do wojny istniał więc dwór w Woli Sobieskiej z pełnym wyposażeniem budynków gospodarczych usytuowanych na południowy zachód od dworu. We wschodniej części stał młyn na usypanej grobli. W niewielkiej odległości od dworu za parkiem były czworaki dworskie, w których mieszkała służba. Dojazd do dworu był od strony północnej, drogą prowadzącą przez wieś i osadę młyńską wzdłuż stawów przy rzece obok ściany parku w alei starych, do dziś rosnących lip z dawnych czasów.
Zespół dworsko-parkowy posiadał wymiary 230 na 370 m. Mocą dekretu 1944 roku rozparcelowano dobra Woli Sobieskiej, a w latach 50. nastąpił upadek dawnej świetności dworu, parku i całego ich otoczenia. Rozebrano walące się obiekty gospodarcze i czworaki. Dwór posiadał wielu jeszcze użytkowników: Gromadzką Radę Narodową, Pocztę, Ośrodek Zdrowia. Nie zabiegano o remonty, estetykę i wystrój zewnętrzny parku i otoczenia. Zachował się jedynie zarys alei grabowej i starych lip. Zniknęły sad owocowy i warzywnik dworski za parkiem, a także stare spichlerze, stajnie, obory, stodoły, które przylegały do parku. Po wojnie nastąpił upadek dawnej świetności majątku. Kolejne lata stanowią okres dewastacji i sukcesywnego popadania w ruinę. Dopiero w roku 2003 dwór trafił w ręce gospodarza, który – dosłownie w ostatniej chwili – uratował nieruchomość przed całkowitym upadkiem, przeprowadzając gruntowny, generalny remont całego obiektu.
Społeczność wsi w 1958 roku postanowiła wybudować na terenie posiadłości dworskiej kościół. Najpierw w dawnej podworskiej stodole urządzono kaplicę, gdzie odprawiano nabożeństwa, a potem dzięki staraniom parafian i pierwszego proboszcza Czesława Wójcika zbudowano na dawnym placu dworskim świątynię. Później parafią w Woli Sobieskiej kierował ks. Piotr Mizioła, który zmarł w 1987 roku. Po nim proboszczem został ks. Wiktor Perestaj, następnie ks. Maciej Grajewski, a obecnie parafią zarządzą ks. Grzegorz Franaszek.

## Zabytki

### Zespół dworsko-parkowy
Dawny majątek rodziny Sobieskich – zabytkowy zespół dworsko-parkowy w Sobieskiej Woli.

#### Lokalizacja i opis
Zespół dworsko – parkowy oddalony jest około 500 metrów na wschód od drogi Krzczonów – Żółkiewka i zajmuje treny przylegające do prawego brzegu rzeki Giełczwi. Jego granice tworzy wielobok zbliżony w ogólnych zarysach do prostokąta o wymiarach 230 m x 370 m. W skład zespołu wchodzi obecnie murowany dwór i parku. Konfiguracja terenu w obrębie zespołu mało zróżnicowana – teren płaski o lekkim nachyleniu na południe, zwiększającym się ku południowemu zachodowi od dawnej części gospodarczej. W północnej części zarysowuje się wyraźnie skarpa, na której usytuowany jest dwór, wyznaczająca południową krawędź doliny rzeki Giełczwi. Dojazd do zespołu możliwy od wschodu i południa, dojście piesze zaś od zachodu wzdłuż rzeczki i od północy trasą dawnej grobli. W wyniku dewastacji budynków gospodarczych, dworu i parku kompozycja uległa zatarciu. Ma ona kształt zbliżony do prostokąta, w której trudno dziś wydzielić poszczególne elementy tworzące niegdyś cały zespół. Zachowany układ przestrzenny parku ze starymi alejami dojazdowymi, obsadzonymi wiekowymi lipami sugeruje, iż tworzyły one niegdyś regularne kwatery ogrodowe. Przypuszczalnie w XIX wieku przekształcono go na park o układzie krajobrazowym. W oparciu o analizę planów archiwalnych, aktualny stan zachowania i przekazy uzyskane od ostatnich właścicieli odtworzyć można plan majątku i układ parku. Dojazd do majątku możliwy był od południa aleją obsadzoną lipami i kasztanowcami, która rozdzielała się przy stajniach wierzchowych – jedna odnoga prowadziła na północ obok zabudowań gospodarczych do dworu, druga biegła na wschód i skręcała na północ dochodząc do wjazdu od strony wschodniej. Drugi dojazd prowadził wzdłuż północnego brzegu rzeki Giełczwi i stawów rybnych, przekraczał rzeczkę i obok młyna kierował się w kierunku zachodnim do dworu. Centralną część zespołu stanowił dwór usytuowany w parku krajobrazowym. Przed dworem, od południa od owalnego gazonu odchodziły promieniście alejki we wschodniej części i tworzyły równie owalne kwatery. Od południa i od wschodu do parku przylegał sad owocowy i warzywniak. Folwark z zabudowaniami gospodarczymi, zabudowanym w kształcie podkowy (spichlerz, stajnia, obora, stodoła) przylegał prawie bezpośrednio do parku od zachodu. Czworaki zlokalizowane były na północny zachód od dworu, przy stawach rybnych i Giełczwi, które ograniczały jednocześnie granice parku od północy. Od północy przed dworem zachowany szpaler grabowy i szpaler topoli z lat 20. XX wieku.

#### Okoliczności powstania
Powstanie zespołu dworskiego określić można w przybliżeniu na przełom XVI i XVII wieku, gdy Sobieska Wola nosząca wówczas nazwę Giełczewska Wola należała do rodziny Sobieskich. Główną siedzibę Sobiescy mieli w pobliskich Pilaszkowicach, gdzie wznieśli obszerny dwór z kaplicą otoczony okazałym parkiem. Wówczas musiał istnieć i w Sobieskiej Woli dwór z parkiem, gdzie mieszkała część rodziny. Według miejscowych przekazów istniał tu dwór wzniesiony za Jana Sobieskiego, którego szczątki pokazywano jeszcze na początku XX wieku. Stare lipy wskazują, że ogród spacerowy był tu założony w XVII wieku.
Z uwagi na brak ksiąg hipotecznych historię własności prześledzić można dopiero od II połowy XIX wieku, gdy właścicielem był Konstanty Goniewski (1867–1886). W 1883 roku folwark Sobieska Wola z nomenklaturą Antoniówka obejmował 672 morgi, w tym gruntu orne i ogrody 457 m, łąki 27 m, pastwiska 98 m, wody 8 m, las 51 m, nieużytki 31 m. Znajdowało się tu 5 budynków murowanych i 14 drewnianych. Prawdopodobnie w tym okresie zbudowany został murowany, zachowany do dziś, dwór. Dostawiony on został od zachodu do starego, drewnianego dworu, zbudowanego (zdaniem ostatniej właścicielki J. funkcjonował wtedy folwark z budynkami gospodarczymi, usytuowanymi na południowy zachód od dworu). Na północ od dworu, zlokalizowane były stawy rybne, na wschód zaś młyn z groblą. Od zachodu, w niewielkiej odległości od dworu, usytuowane były czworaki. Dojazd do zespołu dworskiego możliwy był od północy, drogą prowadzącą przez wieś i osadę młynarską, wzdłuż stawów rybnych, dalej przez groblę koło młyna i stara aleją lipową dochodzącą od wschodu do dworu. Sądząc po wyglądzie i obwodzie drzew, była to stara droga dojazdowa. Nowszą jest zapewne aleja dochodząca do dworu i zabudowań folwarcznych od południa.
Kolejnymi właścicielami majątku byli: Władysław Lewiński, od którego w 1896 roku zakupił go Bogdan Rzewuski. Spadkobierca Bogdana, Fabian Rzewuski sprzedał część dóbr w 1900 roku Moszkowi Wolfowi Pelcowi i odsprzedał w częściach Katarzynie Basik i Janowi Podgórskiemu. Jako kolejny właściciel figuruje Faustyn Płachecki. W 1911 roku dobra zakupił Tomasz Watson, zajmowały wtedy powierzchnię (w 1919 roku) około 276 ha.
W 1912 roku dwór był częściowo remontowany, wykonano też remonty zabezpieczające obiektów gospodarczych. W 1927 roku majątek Sobieska Wola otrzymała w spadku Janina Watson (od 1931 roku Stachowiczowa). W okresie międzywojennym prowadzono hodowlę zarodową koni czystej krwi arabskiej i hodowlę ryb. We wschodniej części parku urządzono kort tenisowy. W latach 30. uległy parcelacji 234 morgi 46 prętów. W 1939 roku rozebrano stary, drewniany dwór ze względu na zły stan techniczny, zaś murowany poddano remontowi. Mocą dekretu PKWN w 1944 roku dobra rozparcelowano, a dla obiektów gospodarczych, dworu i parku oznaczało to koniec ich świetności i systematyczną dewastację. W latach 50. i 60. rozebrano obiekty gospodarcze i czworaki. Dwór zmieniał użytkowników, a brak jednego i dobrego gospodarza spowodował, że został doprowadzony do stanu niemal ruiny. Po zakupieniu przez prywatną osobę został gruntownie odremontowany.

#### Powierzchnia, przeznaczenie i stan zachowania
- Pierwotna powierzchnia zespołu dworsko – parkowego to około 5 ha.
- Dwór pierwotnie miał przeznaczenie rezydencjonalne
- Dwór o powierzchni ok. 400 metrów kwadratowych, park ze starodrzewiem 2,4 hektara.
- Obecnie dwór jest odremontowany, niestety park jest w złym stanie.